# Кошолна
Кошолна (словац. Košolná) — село, громада округу Трнава, Трнавський край. Кадастрова площа громади — 9.59 км².
Населення 834 особи (станом на 31 грудня 2020 року).

## Історія
Кошолна згадується 1296 року.

## Населення
| Рік:            | 1994. | 2004.   | 2014.    | 2024.   |
| --------------- | ----- | ------- | -------- | ------- |
| Кількість осіб: | 633   | 680     | 781      | 854     |
| Різниця:        |       | +7,42 % | +14,85 % | +9,34 % |

| Рік:            | 2023. | 2024.   |
| --------------- | ----- | ------- |
| Кількість осіб: | 857   | 854     |
| Різниця:        |       | -0,35 % |